# Miss India Worldwide
Miss India Worldwide is een schoonheidswedstrijd met deelnemers uit India en de Indiase diaspora in andere landen. Het wordt geleid door het India Festival Committee (IFC) in New York. De oprichter en organisator is Dharmatma Saran.
De deelnemers zijn afgevaardigden van een nationale competitie, zoals Miss India Holland en Miss India Suriname.

## Titelhouders
| Jaar | Land                         | Miss India Worldwide | Nationale titel            | Stad                      | Land                         |
| ---- | ---------------------------- | -------------------- | -------------------------- | ------------------------- | ---------------------------- |
| 1990 | Verenigde Staten             | Simmi Chadha         | Miss India USA             | New York                  | Verenigde Staten             |
| 1991 | Verenigde Staten             | Bela Bajaria         | Miss India USA             | New York                  | Verenigde Staten             |
| 1992 | Verenigde Staten             | Icha Singh           | Miss India USA             | New York                  | Verenigde Staten             |
| 1994 | India                        | Karminder Kaur Virk  | Miss India Worldwide India | New York                  | Verenigde Staten             |
| 1995 | Hongkong                     | Nirupama Anand       | Miss India Hong Kong       | New York                  | Verenigde Staten             |
| 1996 | India                        | Sandhya Chib         | Miss India Worldwide India | New York                  | Verenigde Staten             |
| 1997 | Canada                       | Poonam Chibber       | Miss India Canada          | Mumbai                    | India                        |
| 1998 | Canada                       | Melissa Bhagat       | Miss India Canada          | Singapore                 | Singapore                    |
| 1999 | India                        | Aarti Chabria        | Miss India Worldwide India | Rahway, New Jersey        | Verenigde Staten             |
| 2000 | Verenigde Staten             | Rita Upadhyay        | Miss India USA             | Tampa, Florida            | Verenigde Staten             |
| 2001 | Zuid-Afrika                  | Sarika Sukhdeo       | Miss India South Africa    | San Jose,California       | Verenigde Staten             |
| 2002 | Verenigde Arabische Emiraten | Santripti Vellody    | Miss India UAE             | Durban                    | Zuid-Afrika                  |
| 2003 | India                        | Purva Merchant       | Miss India Worldwide India | San Francisco, California | Verenigde Staten             |
| 2005 | Verenigd Koninkrijk          | Amrita Hunjan        | Miss India UK              | Mumbai                    | India                        |
| 2006 | Verenigd Koninkrijk          | Trina Chakravarty    | Miss India UK              | Mumbai                    | India                        |
| 2007 | Suriname                     | Fareisa Joemmanbaks  | Miss India Suriname        | Fords, New Jersey         | Verenigde Staten             |
| 2008 | India                        | Shagun Sarabhai      | Miss India South Africa    | Johannesburg              | Zuid-Afrika                  |
| 2009 | Verenigde Staten             | Nikkitasha Marwaha   | Miss India USA             | Durban                    | Zuid-Afrika                  |
| 2010 | Zuid-Afrika                  | Kajal Lutchminarian  | Miss India South Africa    | Durban                    | Zuid-Afrika                  |
| 2011 | Australië                    | Ankita Ghazan        | Miss India Australia       | Abu Dhabi                 | Verenigde Arabische Emiraten |
| 2012 | Guyana                       | Alana Seebarran      | Miss India Guyana          | Paramaribo                | Suriname                     |
| 2013 | Verenigd Koninkrijk          | Nehal Bhogaita       | Miss India UK              | Kuala Lumpur              | Maleisië                     |
| 2014 | Verenigde Staten             | Monica Gill          | Miss India USA             | Dubai                     | Verenigde Arabische Emiraten |
| 2015 | Oman                         | Stephanie Lohale     | Miss India Oman            | Mumbai                    | India                        |
| 2016 | Verenigde Staten             | Karina Kohli         | Miss India USA             | New Jersey                | Verenigde Staten             |
| 2017 | Verenigde Staten             | Madhu Valli          | Miss India USA             | New Jersey                | Verenigde Staten             |
| 2019 | India                        | Tanishq Sharma       | Miss India Worldwide       | India                     | India                        |